# アルバート・ヒース
アルバート・ヒース（Albert Heath、1935年5月31日 - 2024年4月3日）は、アメリカのジャズ・ハードバップ・ドラマーであり、テナー・サクソフォーン奏者のジミー・ヒースとダブルベース奏者のパーシー・ヒースの兄弟。

## 略歴
ペンシルベニア州フィラデルフィア生まれ。1957年にはジョン・コルトレーンと共に初めてレコーディングを行う。1958年から1974年まで、J・J・ジョンソン、ウェス・モンゴメリー、アート・ファーマー、ベニー・ゴルソンズ・ジャズテット、シダー・ウォルトン、ボビー・ティモンズ、ケニー・ドリュー、ソニー・ロリンズ、デクスター・ゴードン、ジョニー・グリフィン、ハービー・ハンコック、フリードリヒ・グルダ、ニーナ・シモン、ユセフ・ラティーフらと仕事をした。1975年、彼と、ジミー、パーシーは、ザ・ヒース・ブラザーズを結成。1978年までグループに留まり、その後はフリーランスに転向した。そのキャリアを通じて広い範囲のレコーディングを行ってきている。
数多くのワークショップや教室での指導の任務の中で、ヒースはスタンフォード・ジャズ・ワークショップの定期的なインストラクターを務めている。
ヒースは現在、ベン・ライリー、エド・シグペン、ジャッキー・ウィリアムズ、ビリー・ハート、チャーリー・パーシップ、リロイ・ウィリアムズ、ルイス・ヘイズをフィーチャーしたジャズ・ドラム・アンサンブル、ザ・ホール・ドラム・トゥルース (The Whole Drum Truth)のプロデューサー兼リーダーとなっている。
2024年4月3日の午後にニューメキシコ州サンタフェの医療機関で白血病により死去。88歳没。

## 受賞およびノミネート歴
2020年10月、国立芸術基金 (NEA)は、2021年4月22日にオンライン・コンサートとショーで祝われるNEAジャズ・マスターズ・フェローシップの4人の受賞者の1人としてヒースを発表した。生涯の功績を称えて授与されるこの栄誉は、芸術の形成に多大な貢献をした個人に授与される。他の2021年の受賞者は、テリ・リン・キャリントン、フィル・シャープ、ヘンリー・スレッギルであった。

## ディスコグラフィ

### リーダー・アルバム
- 『カワイダ』 - Kawaida (1969年、O'Be) ※with エド・ブラックウェル、ハービー・ハンコック、バスター・ウィリアムス、ジェームズ・エムトゥーメ
- 『ウープス!』 - Kwanza (The First) (1974年、Muse) ※日本盤は『Oops!』としてアルバート、ジミー&パーシー・ヒース名義でリリース
- Live at Smalls (2009年、Smalls Live)
- Krakkle (2012年、Geco)
- Tootie's Tempo (2013年、Sunnyside)
- Philadelphia Beat (2014年、Sunnyside)